# Ochodaeus matsudai
Ochodaeus matsudai là một loài bọ cánh cứng trong họ Ochodaeidae. Loài này được Ochi miêu tả khoa học đầu tiên năm 1990.